# Marcel Cox
Marcel Cox   (Mons-lez-Liège, 5 de maig de 1919 - Laken, 6 d'octubre de 2007) fou un pilot de motocròs belga que destacà en competició internacional durant els primers anys de la internacionalització d'aquest esport. Com a membre de l'equip de Bèlgica, guanyà el Motocross des Nations l'any 1948.

## Palmarès al Campionat d'Europa
Font:
| Any  | Motocicleta | 500cc |
| ---- | ----------- | ----- |
| 1952 | Matchless   | 4t    |
| 1953 | Matchless   | 13è   |